# Tom Dooley
Pour le médecin et humanitaire américain, voir Thomas Anthony Dooley III
 (avril 2015).
Si vous disposez d'ouvrages ou d'articles de référence ou si vous connaissez des sites web de qualité traitant du thème abordé ici, merci de compléter l'article en donnant les références utiles à sa vérifiabilité et en les liant à la section « Notes et références ».
Tom Dooley est une vieille chanson populaire de Caroline du Nord inspirée d'un fait divers : le meurtre d'une femme, Laura Foster, en 1866, dans le comté de Wilkes en Caroline du Nord. De nos jours, elle est surtout connue grâce au succès de sa reprise par le Kingston Trio en 1958. Elle a également été reprise par Neil Young dans l'album Americana (2012), sous le titre Tom Dula.
Cette chanson a été utilisée comme thème du film de Ted Post : Fais ta prière... Tom Dooley (The Legend of Tom Dooley, 1959). Dans la version française, elle est chantée par les Compagnons de la Chanson et Philippe Clay.

## Histoire
Le modeste vétéran confédéré Tom Dula (Dooley) fut reconnu coupable du meurtre de Laura Foster, sa maîtresse et probable fiancée, et pendu en 1868. Laura Foster avait été frappée à mort avec un grand couteau ; la sauvagerie de l'agression explique en partie la large publicité qui entoura le meurtre puis le procès.
Dula avait une autre maîtresse, Anne Melton. Ce fut son témoignage qui permit la découverte du corps de Laura Foster. Elle fut acquittée, lors d'un procès séparé, sur la base des déclarations de Dula. Beaucoup pensèrent cependant qu'Anne Melton était la véritable coupable et que Dula avait pris sur lui la responsabilité du crime pour la protéger. La rumeur affirmait en effet qu'Anne Melton était dévorée de jalousie à la perspective du mariage de Tom avec Laura et qu'elle avait voulu éliminer sa rivale.
L'événement fut couvert par le New York Times ; la défense de Dula fut assurée gracieusement par Zebulon Baird Vance, ancien gouverneur de Caroline du Nord. Ces deux éléments expliquent la large publicité qui fut faite à l'échelle nationale au procès de Dula puis à son exécution. Une chanson composée après l'exécution par Thomas C. Land, un poète local, ajouta à la légende tragique de Dula.
Le personnage de Grayson, qui se voit attribuer dans la chanson un rôle décisif dans la chute de Dula, a été identifié parfois à un rival romantique de Dula, parfois à un shérif vengeur qui l'aurait arrêté avant de présider à son exécution. En vérité, le colonel James Grayson était un politicien du Tennessee qui avait engagé Dula pour travailler dans son exploitation après que le jeune homme, suspecté, eut fui la Caroline du Nord sous une fausse identité. Grayson aida les autorités à capturer Dula et à l'escorter en Caroline du Nord, mais son rôle s'arrêta là.
Dula fut jugé en appel à Statesville, parce que l'on pensait que le procès n'avait pas été équitable dans le comté de Wilkes. À nouveau condamné, il fut pendu le 1er mai 1868. Son complice supposé, Jack Keaton, fut remis en liberté. On rapporte que devant la potence, Tom Dula clama : Messieurs, voyez-vous cette main ? Elle n'a pas touché un cheveu de la tête de cette femme.
Dula se prononçait Dooley, ce qui provoqua au fil du temps une confusion orthographique. (La prononciation d'un « a » final comme un « i » est un vieux trait de prononciation dans la région des Appalaches.)
La ballade mélancolique composée peu de temps après l'exécution est encore beaucoup chantée en Caroline du Nord. Elle fut élue parmi les « Chansons du Siècle ».

## La chanson
Merci de procéder au transfert en conservant l'historique. 
(Refrain :) Hang down your head, Tom Dooley

Hang down your head and cry

Hang down your head, Tom Dooley

Poor boy, you're bound to die
I met her on the mountain

There I took her life

Met her on the mountain

Stabbed her with my knife
(Refrain) 
This time tomorrow

Reckon where I'll be

Hadn't a-been for Grayson
I'd a-been in Tennessee
(Refrain) 
This time tomorrow

Reckon where I'll be

Down in some lonesome valley

Hangin' from a white oak tree
Hang down your head, Tom Dooley

Hang down your head and cry

Hang down your head, Tom Dooley

Poor boy, you're bound to die
Poor boy, you're bound to die...